# Rhamphomyia omogoensis
Rhamphomyia omogoensis är en tvåvingeart som beskrevs av Saigusa 1964. Rhamphomyia omogoensis ingår i släktet Rhamphomyia och familjen dansflugor. Inga underarter finns listade i Catalogue of Life.